# Domus Municipalis (Bragança)

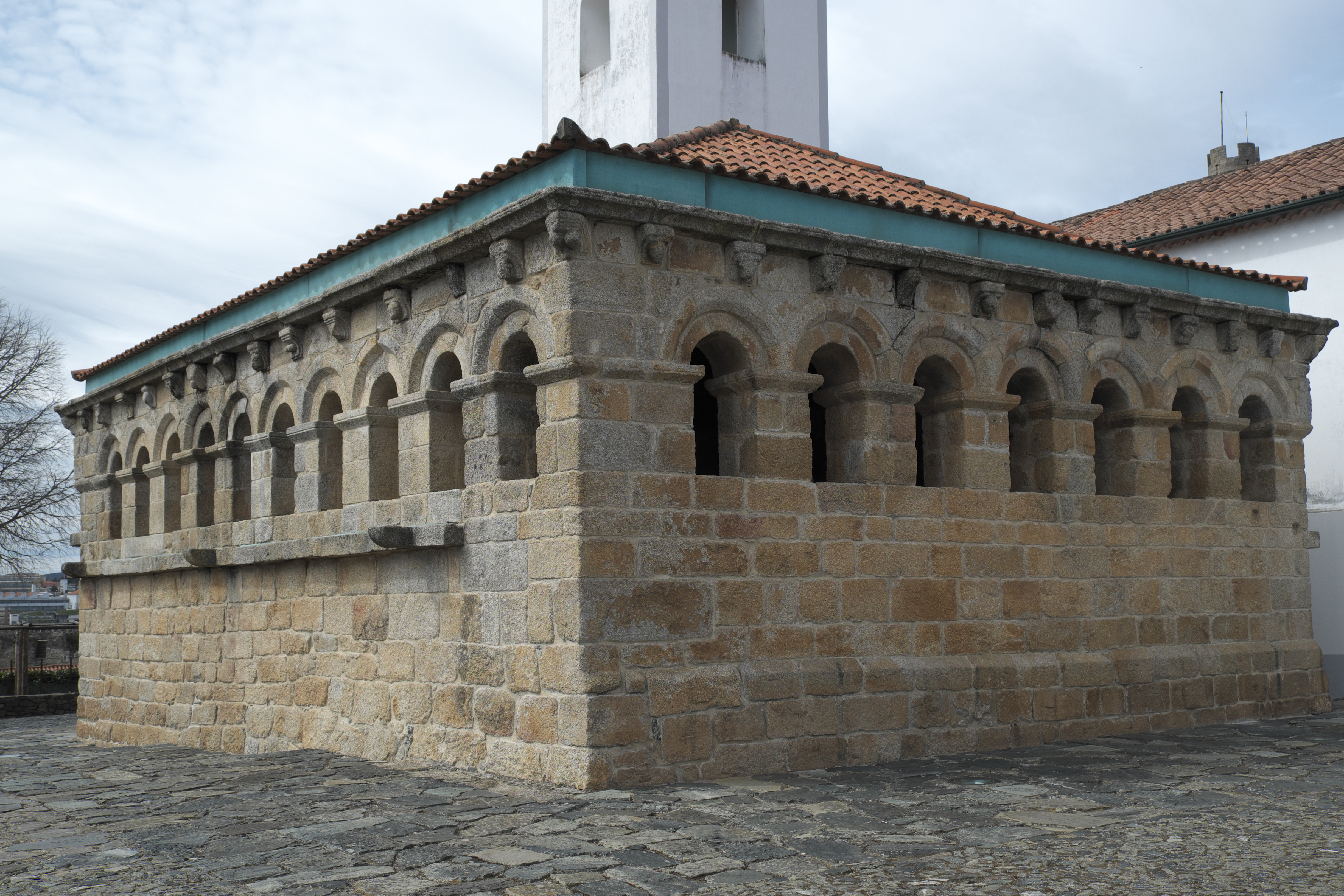
Domus Municipalis

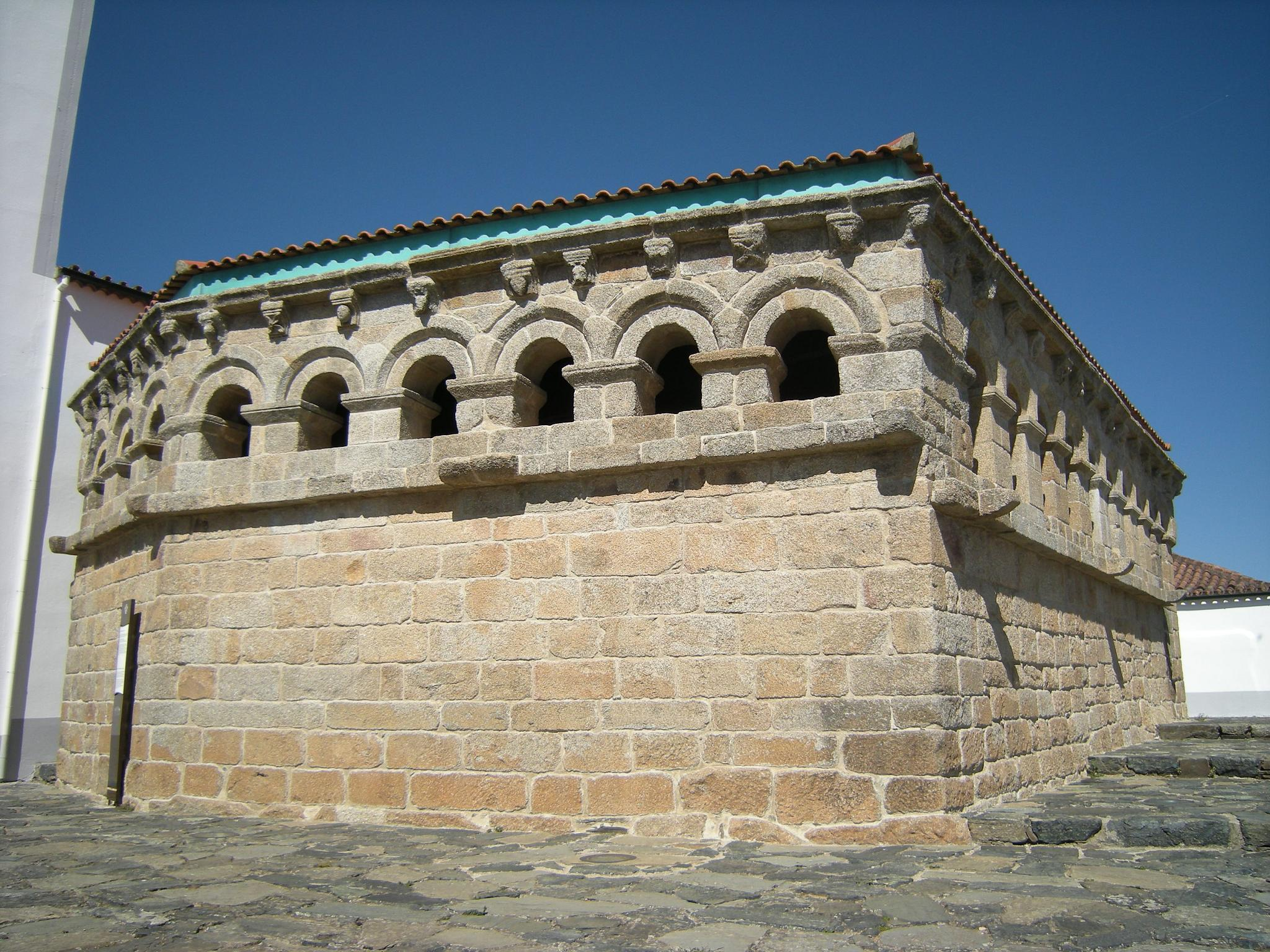
Domus Municipalis

Das als Domus Municipalis bezeichnete Gebäude in Bragança im gleichnamigen Distrikt in Nordportugal, geht vermutlich auf eine Zisterne, die im 13. oder 14. Jahrhundert angelegt wurde, zurück. Im ersten Drittel des 15. Jahrhunderts wurde über der Zisterne ein Obergeschoss errichtet, das bis ins 19. Jahrhundert als Rathaus diente. 1910 wurde das Domus Municipalis zum Monumento Nacional erklärt.

## Geschichte
Ab der Mitte des 15. Jahrhunderts wird das Gebäude als Zisterne bzw. sala de água (Wasserbecken) für Regen- und Quellwasser bezeichnet. Ab dem Jahr 1503 ist die Nutzung des Obergeschosses als Versammlungsort belegt. Die Bezeichnung Domus Municipalis setzte sich erst im 19. Jahrhundert durch.

## Architektur

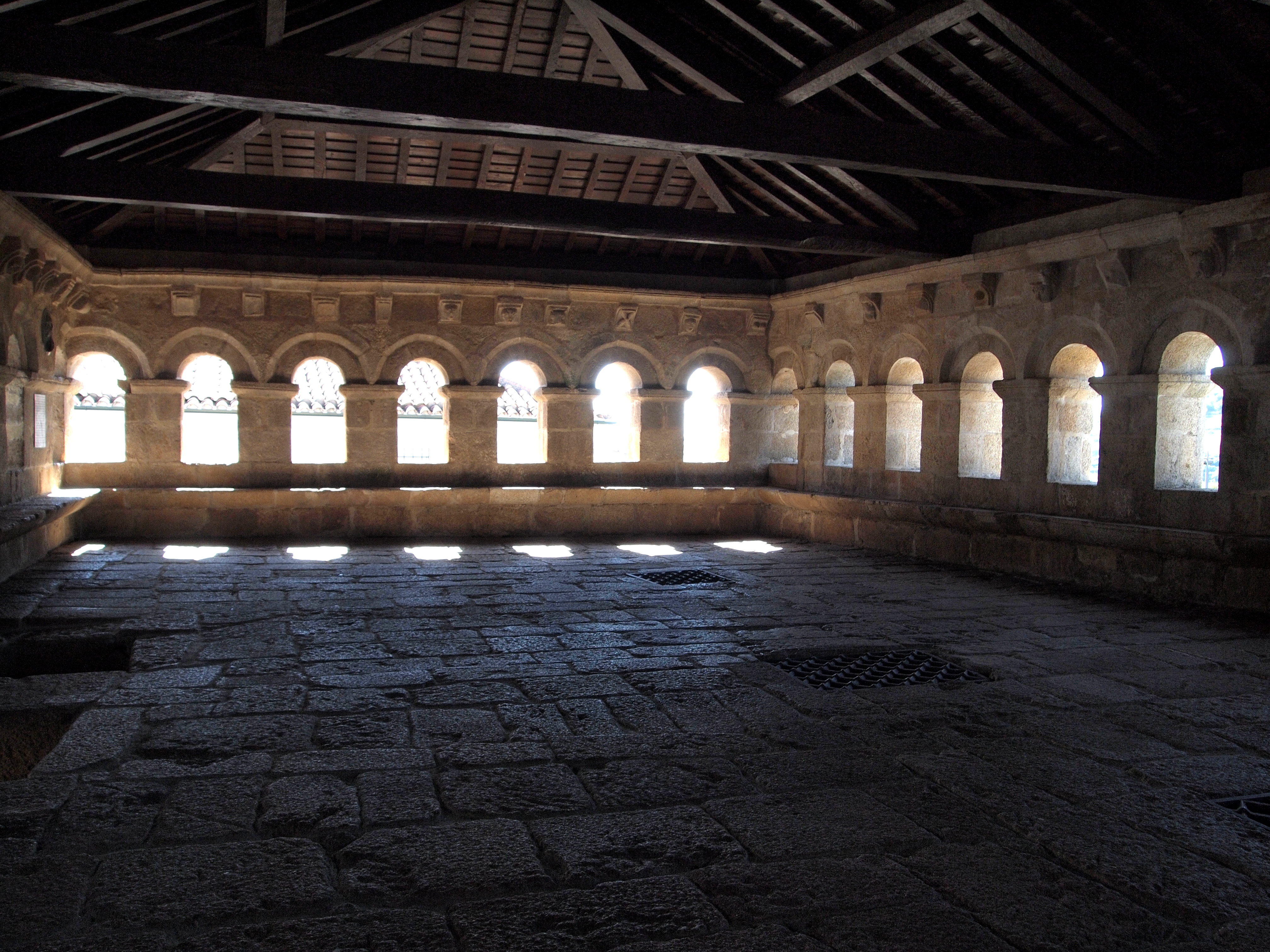
Innenraum

Das Gebäude ist aus massiven Granitblöcken errichtet. Die mittelalterliche Zisterne hat einen rechtwinkligen Grundriss und wird von einem Tonnengewölbe gedeckt. Das als Versammlungsraum genutzte Obergeschoss weist einen unregelmäßigen, fünfeckigen Grundriss auf und wird durch die große Anzahl aneinander gereihter Fenster gut beleuchtet. Die gestuften Bögen der Fensteröffnungen ruhen auf quadratischen Pfeilern mit schlichten Kämpfern. Unter dem Dachansatz sind Kragsteine angeordnet, die mit Tier- und Menschendarstellungen und geometrischen Motiven verziert sind. Der Innenraum wird von einem hölzernen Dachstuhl gedeckt. Auch hier umlaufen unter der Decke Kragsteine die Wände, unten sind steinerne Sitzbänke in die Wände integriert. Auf der Innenseite sind die Archivolten der Fenster teilweise mit einem Diamantfries verziert.

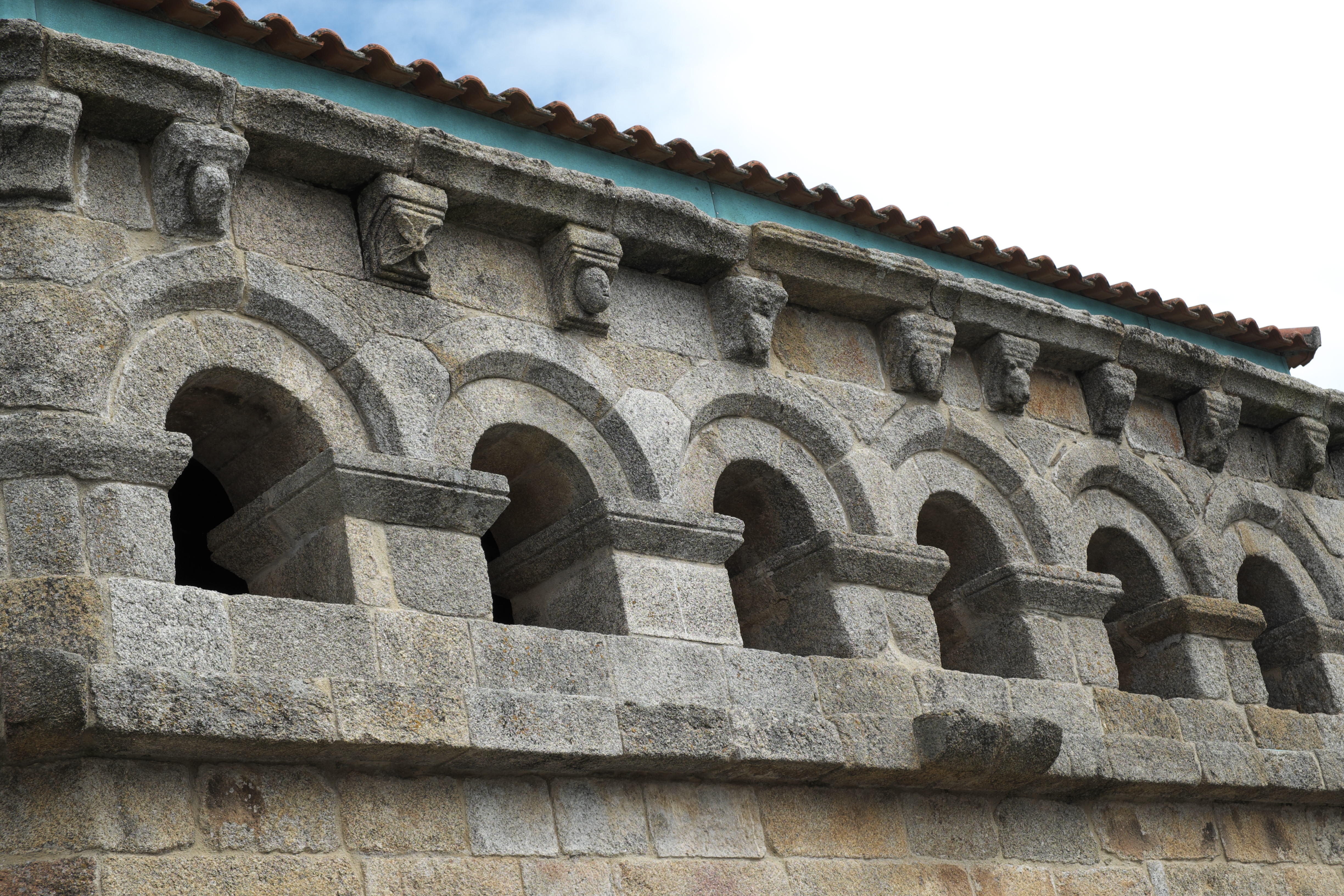
Kragsteine an der Fassade
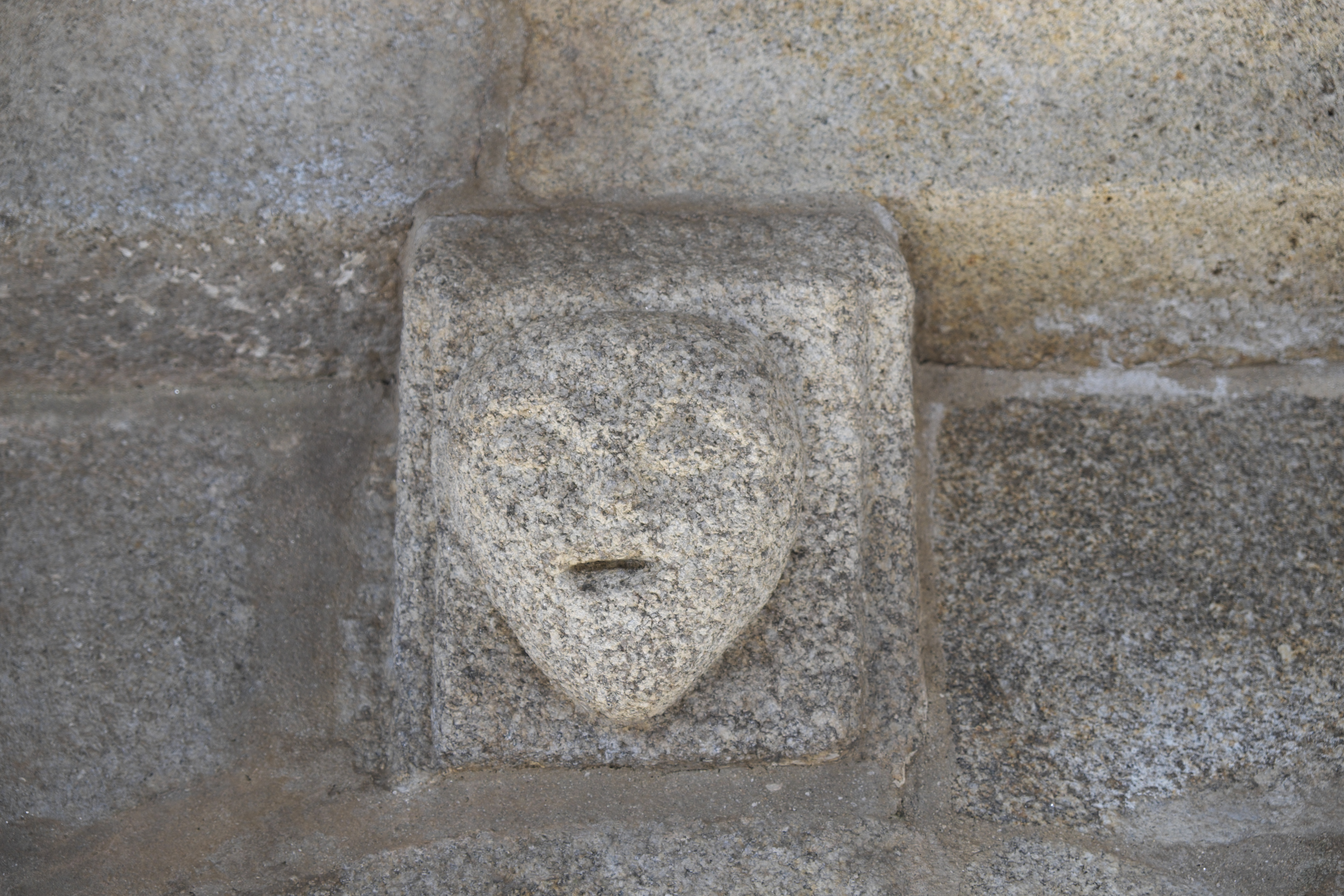
Kragstein im Innenraum
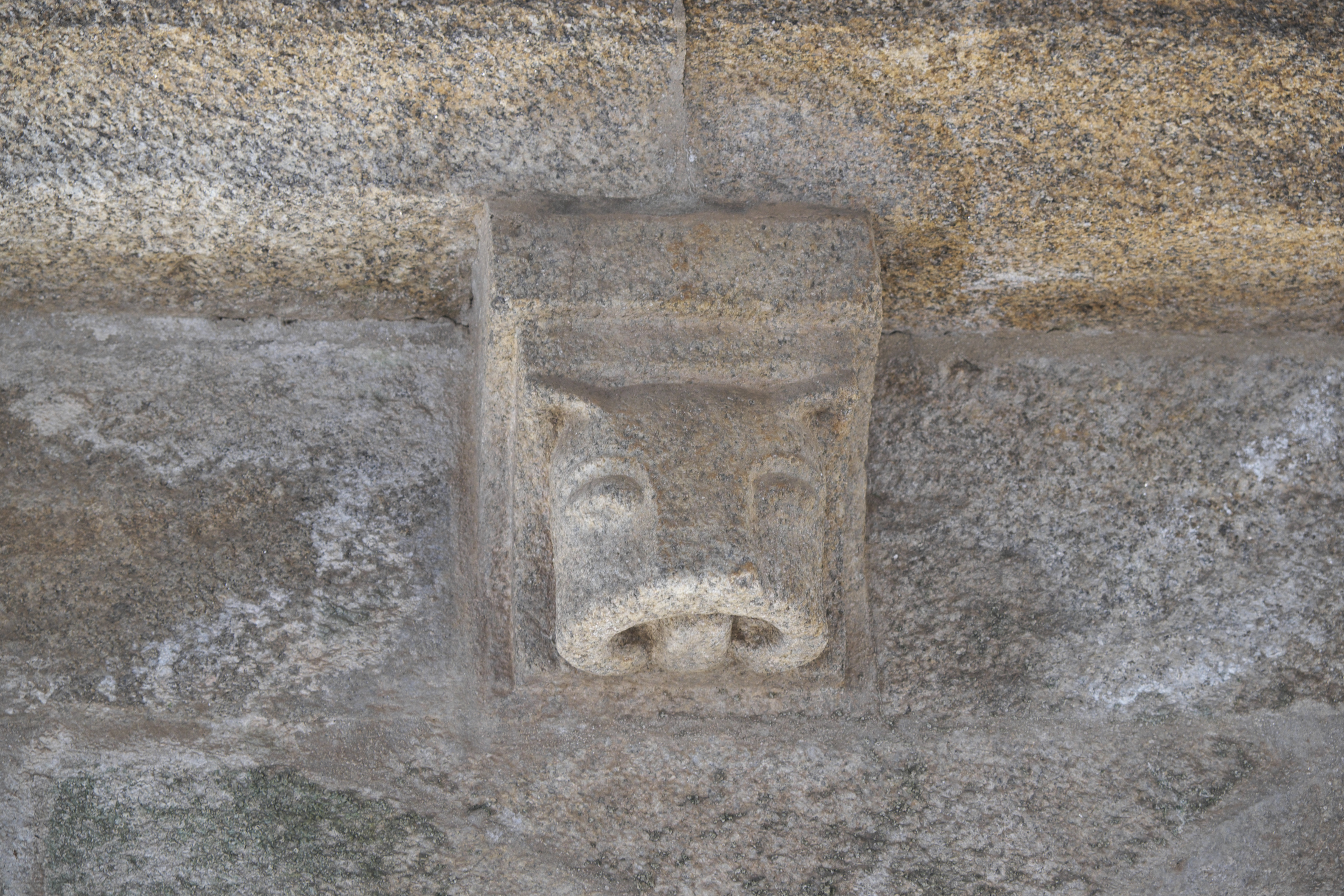
Kragstein im Innenraum
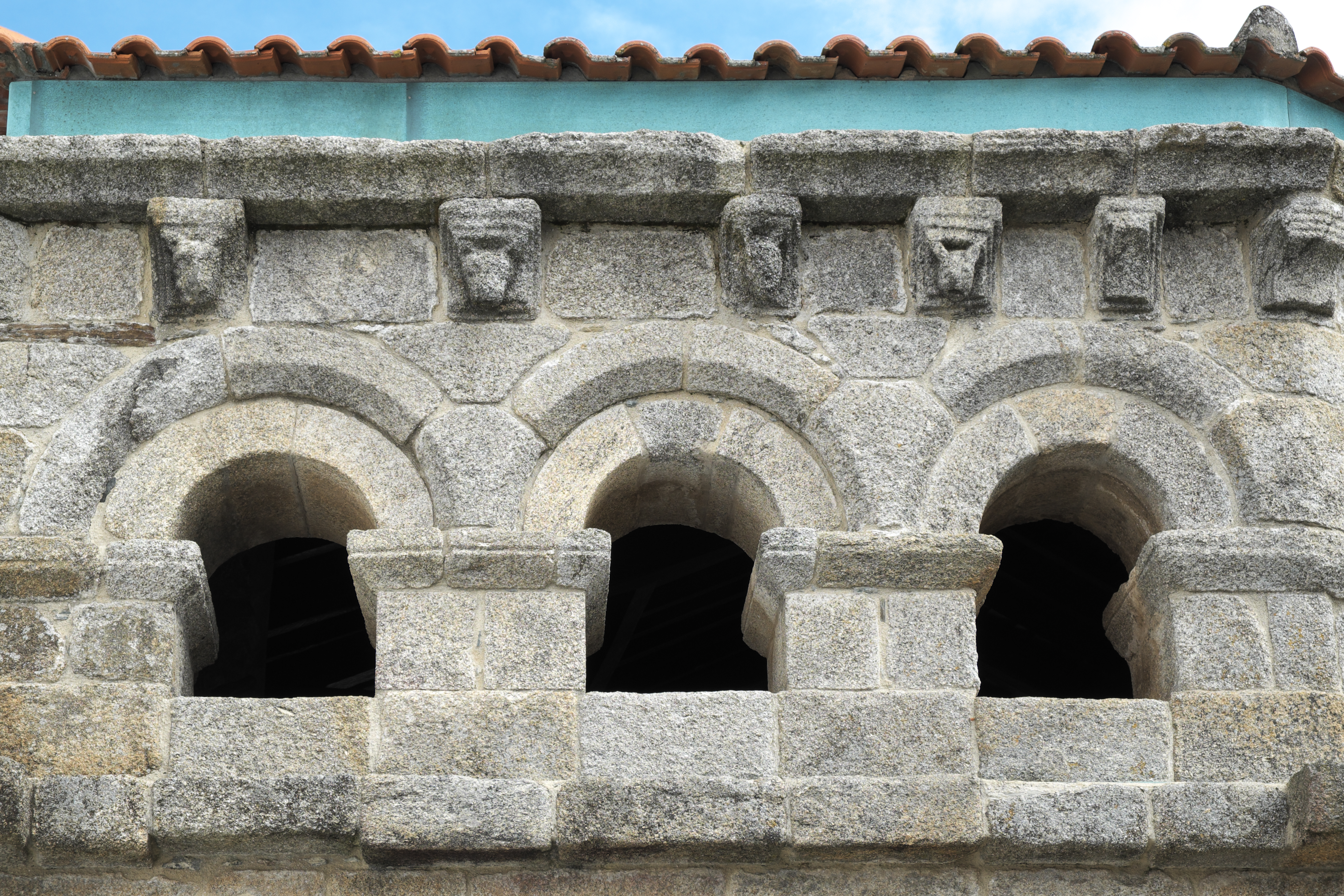
Kragsteine an der Fassade